# Маляєвка
Маляєвка (рос. Маляевка) — село у Ленінському районі Волгоградської області Російської Федерації.
Населення становить 1222 особи. Входить до складу муніципального утворення Маляєвське сільське поселення.

## Історія
Село розташоване у межах українського історичного та культурного регіону Жовтий Клин.
Згідно із законом від 14 лютого 2005 року № 1004-ОД органом місцевого самоврядування є Маляєвське сільське поселення.

## Населення
| 2010 | 2012  | 2013  | 2014  | 2015  | 2016  | 2017  |
| ---- | ----- | ----- | ----- | ----- | ----- | ----- |
| 1260 | ↗1263 | ↗1280 | ↘1274 | ↘1260 | ↘1232 | ↘1222 |